# Guanabenz
Guanabenz este un medicament antihipertensiv, fiind utilizat în tratamentul hipertensiunii arteriale. Medicamentul acționează ca agonist al receptorilor adrenergici de tipul α2 de la nivelul creierului, ceea ce induce relaxarea arterelor, cu efect antihipertensiv.